# Schweifriemen

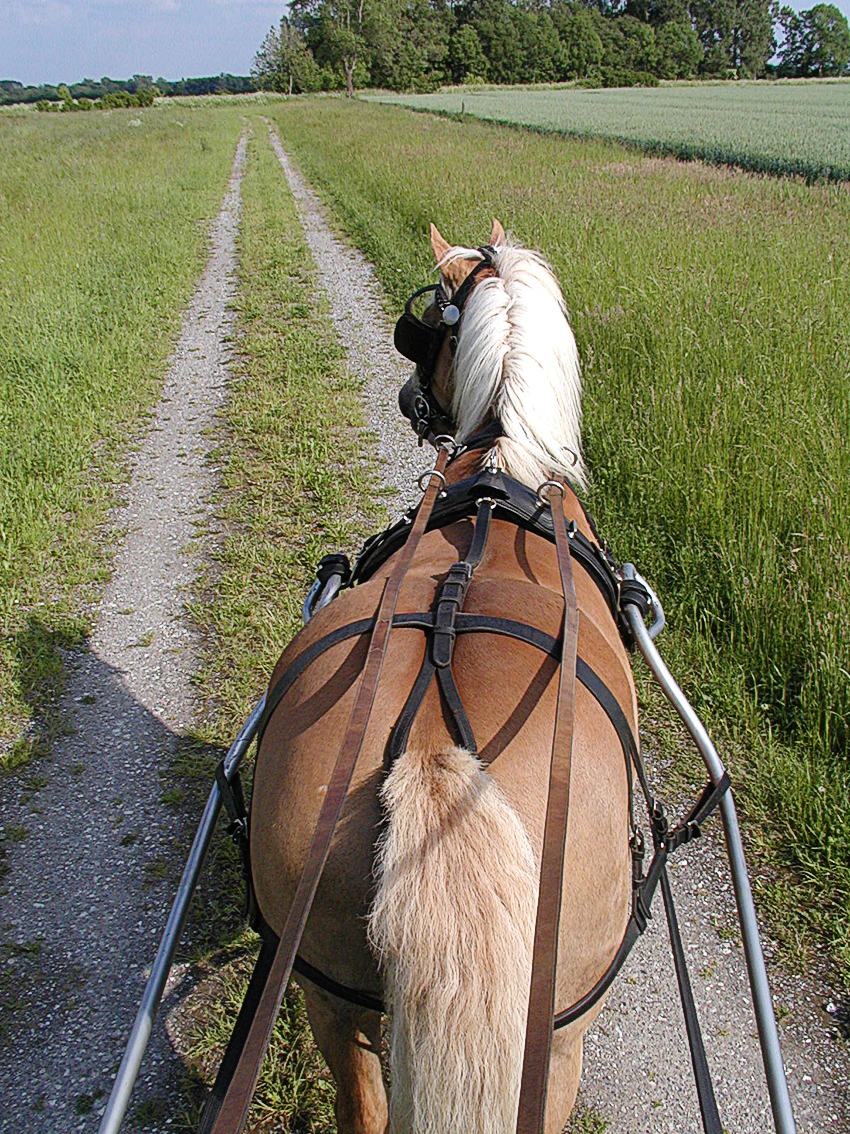
Der Schweifriemen

Der Schweifriemen ist ein etwa 2 bis 3 cm breiter Ledergurt und z. B. am oberen Sattelende oder Fahrgeschirres befestigt. Er verläuft mittig auf dem Rücken des Pferdes zum Schweif hin, wird dort als rund gepolsterter Riemen unter der Schweifrübe hindurchgeführt und lässt sich auf der linken Seite des Pferdes mit einer Schnalle schließen.

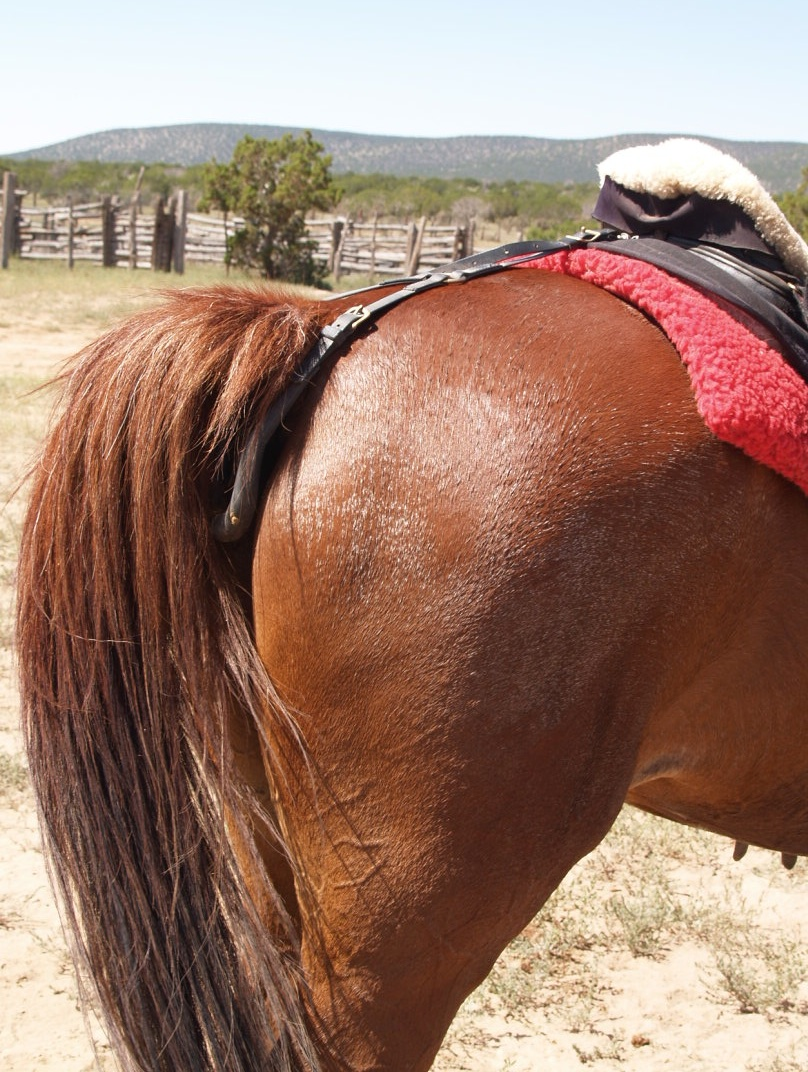
Schweifriemen am Reitsattel

So soll der Sattel in Position gehalten und am Vorrutschen auf die Vorhand gehindert werden. Er bietet einen weiteren Befestigungspunkt für den Sattel (bzw. Geschirr) zum Bauchgurt, der bei größeren Pferden meist allein ausreicht. Der Schweifriemen dient immer als Befestigung am Pferd, da der obere Teil des Schweifes fest, also mit Knochengerüst, ist und Halt bietet. Man spricht vom Schweif, da der anatomische Schwanz (mit Wirbeln) mit dem daran wachsenden langen Haar zusammen den Schweif bildet.

## Schweifmetze
Die Schweifmetze ist dasjenige Teil, das direkt unter der Schweifrübe liegt. Über den Schweifriemen, der auf dem Rücken des Zugtieres aufliegt, ist sie verbunden mit dem Kammdeckel (beim Einspänner mit dem Selett) und verschafft dem Geschirr damit einen guten Sitz.
Um die Schweifmetze unter die Schweifrübe zu klemmen, wird die Schweifrübe mit der Hand fast senkrecht gestellt und dann erst die Schweifmetze darübergezogen.
Die Schweifmetze ist meistens aus Leder gefertigt und mit einer nachfettenden Saat (wie z. B. Leinsamen) gefüllt, damit sie stets geschmeidig bleibt.